# Кулиев, Эльдар Тофик оглы
Эльдар Тофик оглы Кулиев, встречается также написание Гулиев (азерб. Eldar Tofiq oğlu Quliyev; 18 января 1941, Баку — 16 апреля 2021, там же) — советский и азербайджанский кинорежиссёр, сценарист и актёр. Народный артист Азербайджанской ССР (1982), лауреат Государственной премии Азербайджанской ССР (1978).

## Биография
Родился 18 января 1941 года в Баку. В 1960—1966 годах учился на режиссёрском факультете Всесоюзного государственного института кинематографии на курсе Сергея Герасимова. После окончания института работал на киностудии «Азербайджанфильм».
Впервые серьёзно заявил о себе в 1969 году с выходом фильма «В этом южном городе». В своих фильмах 70-х годов в основном исследует тему становления характеров молодого поколения. В 1977 году за фильм «Бухта Радости», получил Государственную премию Азербайджанской ССР. В 1983 году был удостоен приза Всесоюзного кинофестиваля за фильм «Низами».
В 1987 году стал руководителем экспериментальной молодёжной творческой студии «Дебют», где передавал свои знания и опыт молодым кинематографистам.
До последнего дня оставался профессором кафедры кино Азербайджанского государственного университета культуры и искусств.
Скончался 16 апреля 2021 года в Баку от сердечного приступа.

## Ордена, медали, премии
- Заслуженный деятель искусств Азербайджанской ССР (1976 год)
- Государственная премия Азербайджанской ССР (1978 год)
- Орден Трудового Красного Знамени (1980 год)
- Народный артист Азербайджанской ССР (1982 год)
- Орден «Слава» (17 января 2001 года) — за заслуги в развитии азербайджанского киноискусства[6]
- Персональная пенсия Президента Азербайджанской Республики (23 декабря 2004 года)[7]
- Орден «Честь» (14 января 2011 года) — за заслуги в развитии азербайджанской культуры[8]
- Почётный диплом Президента Азербайджанской Республики (14 января 2016 года) — за заслуги в преподавании и пропаганде азербайджанской культуры[9]
- Национальная кинопремия Союза кинематографистов Азербайджанской Республики (2016 год)
- Международная премия «Золотой чинар» (2018 год, Азербайджан).
- Орден «Независимость» (23 января 2021 года) — за особые заслуги в развитии азербайджанской культуры[10][11]

## Фильмография
- 1967 — Жил-был
- 1969 — В этом южном городе
- 1970 — Ритмы Апшерона
- 1971 — Главное интервью
- 1972 — Счастья вам, девочки!
- 1973 — Попутный ветер
- 1976 — Сердце... сердце...
- 1977 — Бухта Радости
- 1979 — Бабек
- 1982 — Низами
- 1984 — Легенда Серебряного озера
- 1986 — Загородная прогулка (другое название «Водоворот»)
- 1989 — Диверсия
- 1993 — Мой белый город
- 1999 — Как прекрасен этот мир
- 2005 — Заложник
- 2010 — Стамбульский рейс
- 2013 — Записки дервиша